# Schrieffer-Wolff-Transformation
Die Schrieffer-Wolff-Transformation bezeichnet in der Quantenmechanik eine unitäre Abbildung, die es ermöglicht, einen effektiven Hamiltonoperator zu berechnen, wobei schwach wechselwirkende Unterräume voneinander entkoppelt werden. Mit einem Störungsansatz kann die unitäre Abbildung so konstruiert werden, dass die Wechselwirkung zwischen den Unterräumen bis zur gewünschten Ordnung verschwindet. Diese Transformation diagonalisiert den Hamiltonoperator des Systems außerdem in erster Ordnung in der Wechselwirkung. Damit ist die Schrieffer-Wolff-Transformation eine Operatorversion der quantenmechanischen Störungstheorie. Die Schrieffer-Wolff-Transformation wird oft genutzt, um Anregungen mit höheren Energien auszublenden und so ein effektives Model zu bestimmen, welches das Verhalten des Systems bei geringen Energien beschreibt.